# Rozbitek z Cynthii

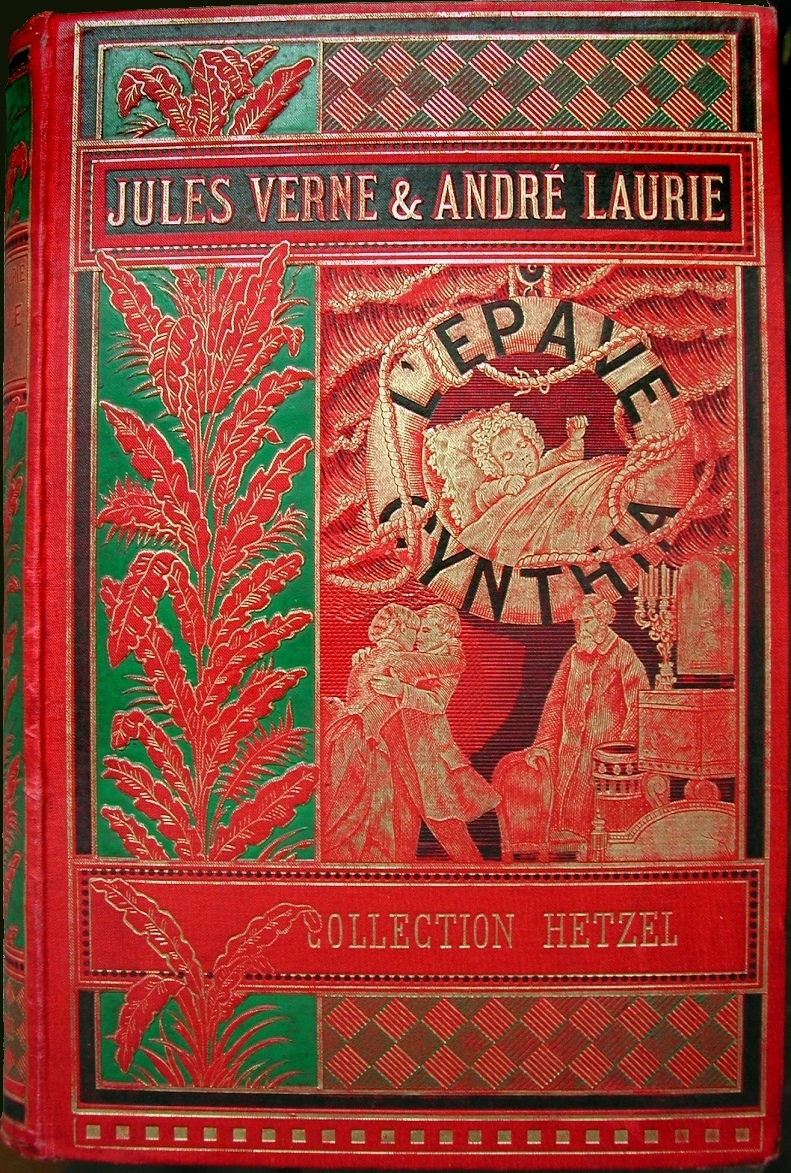
Okładka francuskiego wydania Hetzel'a

Rozbitek z „Cynthii (fr. L’Épave du Cynthia 1885) – jednotomowa powieść Paschala Grousseta (ps. André Laurie) i Juliusza Verne’a, złożona z 22 rozdziałów.
Pierwsze znane polskie przekłady pojawiły się ponad sto lat po francuskim oryginale. W 1990 niemal równocześnie dwa wydawnictwa opublikowały własne tłumaczenia – Wydawnictwo Śląsk z Katowic (przekład autorstwa Aleksandry Mańki-Chmury) i Spółka Wydawniczo-Księgarska z Warszawy (przekład autorstwa Izabeli Rogozińskiej).
W 1884 powieść tę napisał Jean-François Paschal Grousset. Używał pseudonimu André Laurie i współpracował, tak jak Verne, z wydawcą – Hetzelem. Verne dokonał jedynie redakcji tekstu, a jego nazwisko pojawiło się na okładce w celach marketingowych. Tytuł nie wszedł do cyklu Niezwykłe podróże.
Para autorska Verne – Grousset stworzyła jeszcze dwie inne powieści: Gwiazdę Południa i Pięćset milionów hinduskiej władczyni.

## Zarys fabuły
Młody Erik Hersebom mieszka w Norwegii, lecz wyglądem nie przypomina jasnowłosych Skandynawów. Okazuje się, że  Erik został przygarnięty przez parę rybaków Katrinę i Maastera Herseboma, gdy miał zaledwie kilka miesięcy. Cudem przeżył zatonięcie statku „Cynthia”. Nikt nie wie, jakiej jest narodowości. Wyróżnia się wśród innych uczniów w szkole, gdyż jest bardzo utalentowany. Bogaty lekarz Roff Schwaryencrona chce zapewnić mu wyższe wykształcenie w Sztokholmie. Erik pragnie jednak rozwikłać zagadkę swojego pochodzenia.